# Jøsenfjorden
59°15′54.644″N 6°11′45.406″Ø / 59.26517889°N 6.19594611°Ø
Jøsenfjorden er en sidefjord af Boknafjorden i Hjelmeland kommune i Rogaland fylke i Norge. Det er også navnet på en bygd som ligger på nordsiden af fjorden. Fjorden har indløb fra Hjelmelandsfjorden i vest mellem Nesvik på Jøsneset i nord og Mula lige ret nord for Hjelmelandsvågen mod syd. Fjorden strækker sig 24 km mod øst til den fraflyttede gård Førre. Begge sider af fjorden er bratte og stiger ret op til højder på over 700 moh.
Næsten halvvejs inde i fjorden går Tøtlandsvika  ind mod syd til udmundingen af elven Vormo. Længere inde i fjorden løber elven Ulla ud i fjorden. Den ligger ved bygden Jøsenfjorden som består af gårdene Vadla (på vestsiden) og Hauga (på østsiden). Herfra og ind til bunden af fjorden bliver fjorden smallere  og den inderste del bliver kaldt Førrebotn. Her munder  elven Føreåna ud i fjorden. Både Ulla og Førre er reguleret i forbindelse med Ulla-Førrevandkraftværkerne i 1980'erne  og det  meste af vandføringen er overført via Blåsjø til Suldal. Vormo er derimod varigt beskyttet. 
Riksvei 13 går på nordsiden av fjorden fra garden Indre Eiane og ut til Nesvik.